# Halle-Vilvoorde járás
A Halle-Vilvoorde járás (arrondissement Halle-Vilvoorde) egyike a belgiumi Flamand-Brabant tartományban található két adminisztratív járásnak. A járás szinte teljes mértékben körbeveszi a Brüsszel Fővárosi Régiót. A járás területe 942 km², lakossága 2010 elején 593 455 fő volt.
A közigazgatási járás része a Brüsszel-Halle-Vilvoorde választókerületnek, amely nagy feszültséget okoz a vallonok és a flamandok között, mivel Brüsszelben szinte csak a francia képviselőjelöltekre szavaznak, míg Halle-Vilvoorde járásban csak a flamand jelöltekre. Belgiumban már többször felmerült, hogy a választókerületet fel kellene osztani nyelvi határok mentén.

## Története
A Halle-Vilvoorde járást 1963-ban hozták létre, amikor a nyelvi határok mentén felosztották a korábbi egységes Brabant tartományt. A korábbi Brüsszel járásból ekkor három járást hoztak létre:
- a hivatalosan kétnyelvű Brüsszel-Főváros járást, amely Brüsszel mind a 19 kerületét magába foglalta (ebből alakult ki később a fővárosi régió)
- a holland nyelvű Halle-Vilvoorde járást
- a Brüsszel hivatalosan holland nyelvű, de franciát is engedélyező külvárosait tömörítő Brüsszel-Külváros járást.

1971-ben a külvárosi járást beolvasztották a Halle-Vilvoorde járásba. 1977-ben Muizen települést a járástól északra fekvő mecheleni járáshoz csatolták.

## Közigazgatási beosztása

### Kantonok
Halle-Vilvoorde járást a következő 6 kantonra osztották fel:
- Asse: Affligem, Asse, Dilbeek, Liedekerke, Merchtem, Opwijk, Ternat
- Halle: Beersel, Drogenbos, Halle, Linkebeek, Pepingen, Sint-Genesius-Rode, Sint-Pieters-Leeuw
- Lennik: Bever, Galmaarden, Gooik, Herne, Lennik, Roosdaal
- Meise: Grimbergen, Kapelle-op-den-Bos, Londerzeel, Meise, Wemmel
- Vilvoorde: Kampenhout, Machelen, Vilvoorde, Zemst
- Zaventem: Hoeilaart, Kraainem, Overijse, Steenokkerzeel, Wezembeek-Oppem, Zaventem

### Települések

Halle-Vilvoorde járás települései

| - Affligem - Asse - Beersel - Bever - Dilbeek - Drogenbos - Galmaarden - Gooik - Grimbergen - Halle - Herne - Hoeilaart - Kampenhout - Kapelle-op-den-Bos - Kraainem - Lennik - Liedekerke - Linkebeek |

| - Londerzeel - Machelen - Meise - Merchtem - Opwijk - Overijse - Pepingen - Roosdaal - Sint-Genesius-Rode - Sint-Pieters-Leeuw - Steenokkerzeel - Ternat - Vilvoorde - Wemmel - Wezembeek-Oppem - Zaventem - Zemst |

### Résztelepülések
| - Alsemberg - Asse - Beersel - Beert - Beigem - Bekkerzeel - Bellingen - Berg - Bever - Bogaarden - Borchtlombeek - Buizingen - Buken - Brussegem - Diegem - Dilbeek - Drogenbos - Dworp - Elewijt - Elingen - Eppegem - Essene - Gaasbeek - Galmaarden - Gooik - Grimbergen - Groot-Bijgaarden - Halle - Hamme - Heikruis - Hekelgem - Herfelingen - Herne - Hoeilaart |

| - Hofstade - Huizingen - Humbeek - Itterbeek - Kampenhout - Kapelle-op-den-Bos - Kester - Kobbegem - Kraainem - Leerbeek - Lembeek - Liedekerke - Linkebeek - Londerzeel - Lot - Machelen - Malderen - Mazenzele - Meise - Melsbroek - Merchtem - Mollem - Nederokkerzeel - Nieuwenrode - Nossegem - Oetingen - Onze-Lieve-Vrouw-Lombeek - Opwijk - Oudenaken - Overijse - Pamel - Pepingen - Perk - Peutie |

| - Ramsdonk - Relegem - Ruisbroek - Schepdaal - Sint-Genesius-Rode - Sint-Katherina-Lombeek - Sint-Kwintens-Lennik - Sint-Laureins-Berchem - Sint-Martens-Bodegem - Sint-Martens-Lennik - Sint-Pieters-Kapelle - Sint-Pieters-Leeuw - Sint-Stevens-Woluwe - Sint-Ulriks-Kapelle - Steenhuffel - Steenokkerzeel - Sterrebeek - Strijtem - Strombeek-Bever - Teralfene - Ternat - Tollembeek - Vilvoorde - Vlezenbeek - Vollezele - Wambeek - Weerde - Wemmel - Wezembeek-Oppem - Wolvertem - Zaventem - Zellik - Zemst |